# Jozef Grandjean
Jozef Emile Grandjean (Rillaar, 11 maart 1910 - Bonheiden, 17 augustus 1989 ) was een Belgisch volksvertegenwoordiger.

## Levensloop
Hij was een zoon van Jaak Grandjean en van Francisca Bruyninckx. Hij trouwde in 1950 in Aarschot met Léonie Nijs, weduwe van Edmond Buvens.
In Aarschot gaan wonen, werd hij er in 1964 gemeenteraadslid, een mandaat dat hij tot 1970 uitoefende.
In januari 1963 werd hij socialistisch volksvertegenwoordiger voor het arrondissement Leuven, in opvolging van de overleden François Tielemans. Hij vervulde het mandaat tot aan de verkiezingen van 1965.